# حادث طائرة هيركوليز للقوات الجوية الملكية المغربية
في 26 يوليو 2011 تحطمت طائرة نقل من نوع لوكهيد سي-130 مرقمة "CNA-OQ" تابعة للقوات الجوية الملكية المغربية بالقرب من كلميم، جنوب المغربفي البداية تم العثور على 3 ناجين و 77 قتيلا، ونقل الناجين إلى المستشفى العسكري بمدينة كلميم لكنهم لاحقاً ماتوا متأثرين بجروهم ليتم الإعلان رسمياً من طرف الحكومة المغربية أن عدد الضحايا هو 80 
الطائرة كانت تؤمن رحلة من مطار الداخلة إلى مطار القنيطرة العسكري وكانت تحمل 80 راكباً: طاقم الطائرة : 8 أفراد، 51 فردا من القوات البرية، ضابط من القوات المساعدة، ضابط واحد من البحرية، 7 أفراد من الدرك الملكي، 12 مدنيا بينهم طفل عمره 3 سنوات.  
أقيمت صلاة الغائب على الضحايا في كل مساجد المغرب يوم 29 يوليو 2011 مباشرة بعد صلاة الجمعة، وأقيمت جنازة عسكرية يوم 1 غشت 2011 في مطار كلميم، قبل أن يتم إرسال الجثامين إلى أهالي الضحايا، حيث نقلت 4 طائرات سي-130،  74 ثابوتا في اتجاه مطارات كل من أكادير ومراكش والدار البيضاء والقنيطرة وفاس، فيما تم نقل ستة جثامين برا على متن ستة سيارات إسعاف تابعة للوقاية المدنية في اتجاه تغجيجت وطانطان والعيون، وتم إعلان حداد في المغرب لمدة ثلاثة أيام واعتبار سؤء الأحوال الجوية كمسبب رئيسي للحادث، ويعتبر هذا أسوء حادث للقوات الجوية الملكية المغربية في تاريخها.  